# Мохамед Мааруф
Мохамед Мааруф Ейд Мансур (араб. محمد معروف, нар. 1986) — єгипетський футбольний арбітр. З 2012 року став судити матчі вищого дивізіону Єгипту.

## Кар'єра
Працював на таких міжнародних змаганнях:
- Юнацький (U-17) кубок африканських націй 2017 (1 матч)
- Молодіжний (U-23) кубок африканських націй 2019 (1 матч)
- Кубок африканських націй 2021